# Bradley Barcola
Bradley Jean-Manuel Essolisam Addo Barcola (Villeurbanne, 2 de septiembre de 2002) es un futbolista francés que juega de delantero en el Paris Saint-Germain F. C. de la Ligue 1.

## Primeros años
Nació en Villeurbanne, en una familia de origen togolés. Empezó a jugar al fútbol en su ciudad natal, en la Metrópoli de Lyon, antes de fichar por el Olympique de Lyon a los 8 años.

### Vida personal
Su hermano Malcolm Barcola es futbolista profesional del F. C. Paços de Ferreira y juega internacionalmente con la selección de Togo.

## Trayectoria

### Olympique de Lyon
Durante la temporada 2020-21 comenzó a jugar con el Olympique de Lyon II en el Championnat National 2 mientras que también fue un prolífico goleador con la sub-19 que jugó en la Liga Juvenil de la UEFA, antes de firmar un contrato juvenil en enero de 2021.
Tras ser convocado con el primer equipo por Peter Bosz durante la pretemporada 2021-22 -incluso marcando su primer gol contra el Bourg-en-Bresse, firmó su primer contrato profesional en septiembre de 2021, que le vincula al club hasta 2024.
Debutó como profesional con el Olympique de Lyon el 4 de noviembre de 2021, sustituyendo a Rayan Cherki en el minuto 81 de la victoria por 3-0 en casa contra el A. C. Sparta de Praga en la fase de grupos de la Liga Europa de la UEFA. Consiguió dar una asistencia a Karl Toko Ekambi en el tercer gol del Lyon, ayudando a su equipo a conseguir una victoria que le convertiría en el primer equipo clasificado oficialmente para los octavos de final de esta edición.
Jugó su primer partido de la Ligue 1 como sustituto de última hora de Malo Gusto durante la victoria por 2-1 del Lyon contra el Marsella en febrero de 2022.
Salió al campo por primera vez contra el Olympique de Marsella, y el partido terminó con una victoria del Lyon por 3-0 en el Stade Vélodrome.

### Paris Saint-Germain
Al final de la temporada 2024-25, fue uno de los jugadores más destacados. Marcó 21 goles y dio 19 asistencias en la temporada y, junto con Vitinha, Nuno Mendes y Dembélé, lideraron al PSG hacia su primer título de la Liga de Campeones.

## Selección nacional
Fue seleccionado por primera vez con Francia sub-18 en enero de 2020 para jugar dos amistosos. Sin embargo, no consiguió una convocatoria oficial, ya que la mayoría de los encuentros de las categorías inferiores se cancelaron debido a la pandemia de COVID-19 durante las siguientes temporadas.

### Participaciones en Eurocopas
| Copa          | Sede     | Resultado   | Partidos | Goles |
| ------------- | -------- | ----------- | -------- | ----- |
| Eurocopa 2024 | Alemania | Semifinales | 3        | 0     |

## Estilo de juego
Ampliamente considerado como uno de los mejores extremos jóvenes del mundo, es conocido por su velocidad, ritmo de trabajo, regate y finalización.
Barcola es un delantero versátil, capaz de jugar en ambos lados de una línea de tres delanteros o como delantero centro. Considerado como uno de los jugadores jóvenes más prometedores del fútbol mundial, Barcola es un extremo rápido, talentoso y técnicamente dotado, con buenas habilidades de regate, visión y velocidad y aceleración explosivas. Aunque es diestro por naturaleza, su posición preferida es la izquierda, lo que le permite vencer a los oponentes en situaciones de uno contra uno, cortar al centro con su pie derecho y disparar a puerta, crear oportunidades para sus compañeros de equipo o hacer carreras de ataque hacia el área.
Es un delantero versátil, capaz de jugar en ambos lados de un frente de tres o como delantero centro. 
Rápido y preciso ante la portería, se inspira en jugadores como Pierre-Emerick Aubameyang.

## Estadísticas

### Clubes
Actualizado al último partido disputado el 13 de julio de 2025.
| Club                              | Div.          | Temporada     | Liga  | Liga  | Liga   | Copas nacionales | Copas nacionales | Copas nacionales | Copas internacionales | Copas internacionales | Copas internacionales | Total | Total | Total  |
| Club                              | Div.          | Temporada     | Part. | Goles | Asist. | Part.            | Goles            | Asist.           | Part.                 | Goles                 | Asist.                | Part. | Goles | Asist. |
| --------------------------------- | ------------- | ------------- | ----- | ----- | ------ | ---------------- | ---------------- | ---------------- | --------------------- | --------------------- | --------------------- | ----- | ----- | ------ |
| Olympique de Lyon II Francia      | 4.ª           | 2020-21       | 4     | 2     | 0      | —                | —                | —                | —                     | —                     | —                     | 4     | 2     | 0      |
| Olympique de Lyon II Francia      | 4.ª           | 2021-22       | 14    | 3     | 4      | —                | —                | —                | —                     | —                     | —                     | 14    | 3     | 4      |
| Olympique de Lyon II Francia      | 4.ª           | 2022-23       | 4     | 0     | 0      | —                | —                | —                | —                     | —                     | —                     | 4     | 0     | 0      |
| Olympique de Lyon II Francia      | Total club    | Total club    | 22    | 5     | 4      | 0                | 0                | 0                | 0                     | 0                     | 0                     | 22    | 5     | 4      |
| Olympique de Lyon Francia         | 1.ª           | 2021-22       | 11    | 0     | 1      | 0                | 0                | 0                | 2                     | 0                     | 1                     | 13    | 0     | 2      |
| Olympique de Lyon Francia         | 1.ª           | 2022-23       | 26    | 5     | 8      | 5                | 2                | 1                | —                     | —                     | —                     | 31    | 7     | 9      |
| Olympique de Lyon Francia         | 1.ª           | 2023-24       | 3     | 0     | 0      | —                | —                | —                | —                     | —                     | —                     | 3     | 0     | 0      |
| Olympique de Lyon Francia         | Total club    | Total club    | 40    | 5     | 9      | 5                | 2                | 1                | 2                     | 0                     | 1                     | 47    | 7     | 11     |
| Paris Saint-Germain F. C. Francia | 1.ª           | 2023-24       | 25    | 4     | 7      | 4                | 0                | 1                | 10                    | 1                     | 1                     | 39    | 5     | 9      |
| Paris Saint-Germain F. C. Francia | 1.ª           | 2024-25       | 34    | 14    | 11     | 7                | 4                | 4                | 23                    | 3                     | 6                     | 64    | 21    | 21     |
| Paris Saint-Germain F. C. Francia | Total club    | Total club    | 59    | 18    | 18     | 11               | 4                | 5                | 33                    | 4                     | 7                     | 103   | 26    | 30     |
| Total carrera                     | Total carrera | Total carrera | 121   | 28    | 31     | 16               | 6                | 6                | 35                    | 4                     | 8                     | 172   | 38    | 45     |

## Palmarés

### Títulos nacionales
| Título               | Club                      | País    | Año  |
| -------------------- | ------------------------- | ------- | ---- |
| Supercopa de Francia | Paris Saint-Germain F. C. | Francia | 2023 |
| Ligue 1              | Paris Saint-Germain F. C. | Francia | 2024 |
| Copa de Francia      | Paris Saint-Germain F. C. | Francia | 2024 |
| Supercopa de Francia | Paris Saint-Germain F. C. | Francia | 2024 |
| Ligue 1              | Paris Saint-Germain F. C. | Francia | 2025 |
| Copa de Francia      | Paris Saint-Germain F. C. | Francia | 2025 |

### Títulos internacionales
| Título                       | Club                      | Sede   | Año  |
| ---------------------------- | ------------------------- | ------ | ---- |
| Liga de Campeones de la UEFA | Paris Saint-Germain F. C. | Múnich | 2025 |
| Supercopa de la UEFA         | Paris Saint-Germain F. C. | Údine  | 2025 |